# Марсель Бонен
Марсель Бонен (фр. Marcel Bonin; 8 вересня 1931, Монреаль — 19 січня 2025) — канадський хокеїст, що грав на позиції лівого нападника.
Володар Кубка Стенлі.

## Ігрова кар'єра
Хокейну кар'єру розпочав 1950 року.
Протягом професійної клубної ігрової кар'єри, що тривала 13 років, захищав кольори команд «Детройт Ред-Вінгс», «Монреаль Канадієнс» та «Бостон Брюїнс».

## Нагороди та досягнення
- Володар Кубка Стенлі в складі «Детройт Ред-Вінгс» — 1955.
- Володар Кубка Стенлі в складі «Монреаль Канадієнс» — 1958, 1959, 1960.
- Учасник матчу усіх зірок НХЛ — 1954, 1957, 1958, 1959, 1960.

## Смерть
Помер 19 січня 2025 року у віці 93-ох років.

## Статистика
| Сезон        | Клуб                         | Ліга         | Регулярний сезон | Регулярний сезон | Регулярний сезон | Регулярний сезон | Регулярний сезон | Плей-оф | Плей-оф | Плей-оф | Плей-оф | Плей-оф |
| Сезон        | Клуб                         | Ліга         | І                | Г                | П                | О                | ШХ               | І       | Г       | П       | О       | ШХ      |
| ------------ | ---------------------------- | ------------ | ---------------- | ---------------- | ---------------- | ---------------- | ---------------- | ------- | ------- | ------- | ------- | ------- |
| 1950–51      | «Шавініган-Фоллс Катарактес» | КвХЛ         | 2                | 0                | 1                | 1                | 0                | —       | —       | —       | —       | —       |
| 1951–52      | «Квебек Ейсес»               | КвХЛ         | 60               | 15               | 36               | 51               | 131              | 15      | 4       | 9       | 13      | 32      |
| 1952–53      | «Квебек Ейсес»               | КвХЛ         | 4                | 0                | 2                | 2                | 9                | —       | —       | —       | —       | —       |
| 1952–53      | «Сент-Луїс Флаєрс»           | АХЛ          | 24               | 7                | 23               | 30               | 21               | —       | —       | —       | —       | —       |
| 1952–53      | «Детройт Ред-Вінгс»          | НХЛ          | 37               | 4                | 9                | 13               | 14               | 5       | 0       | 1       | 1       | 0       |
| 1953–54      | «Шербрук Сейнтс»             | КвХЛ         | 17               | 10               | 11               | 21               | 38               | —       | —       | —       | —       | —       |
| 1953–54      | «Едмонтон Флаєрс»            | ЗХЛ          | 43               | 16               | 33               | 49               | 53               | 13      | 5       | 6       | 11      | 30      |
| 1953–54      | «Детройт Ред-Вінгс»          | НХЛ          | 1                | 0                | 0                | 0                | 0                | —       | —       | —       | —       | —       |
| 1954–55*     | «Детройт Ред-Вінгс»          | НХЛ          | 69               | 16               | 20               | 36               | 53               | 11      | 0       | 2       | 2       | 4       |
| 1955–55      | «Бостон Брюїнс»              | НХЛ          | 67               | 9                | 9                | 18               | 49               | —       | —       | —       | —       | —       |
| 1956–57      | «Квебек Ейсес»               | КвХЛ         | 68               | 20               | 60               | 80               | 88               | 10      | 5       | 9       | 14      | 14      |
| 1957–58*     | «Монреаль Канадієнс»         | НХЛ          | 66               | 15               | 24               | 39               | 37               | 9       | 0       | 1       | 1       | 12      |
| 1958–59      | «Рочестер Американс»         | АХЛ          | 7                | 3                | 5                | 8                | 4                | —       | —       | —       | —       | —       |
| 1958–59*     | «Монреаль Канадієнс»         | НХЛ          | 57               | 13               | 30               | 43               | 38               | 11      | 10      | 5       | 15      | 4       |
| 1959–60*     | «Монреаль Канадієнс»         | НХЛ          | 59               | 17               | 34               | 51               | 59               | 8       | 1       | 4       | 5       | 12      |
| 1960–61      | «Монреаль Канадієнс»         | НХЛ          | 65               | 16               | 35               | 51               | 45               | 6       | 0       | 1       | 1       | 29      |
| 1961–62      | «Монреаль Канадієнс»         | НХЛ          | 33               | 7                | 14               | 21               | 41               | —       | —       | —       | —       | —       |
| Усього в НХЛ | Усього в НХЛ                 | Усього в НХЛ | 454              | 97               | 175              | 272              | 336              | 50      | 11      | 14      | 25      | 61      |

- Жирним виділено найбільші статистичні показники.